# Vinebre
Vinebre ist eine Gemeinde im Süden Kataloniens mit 424 Einwohnern (Stand: 2024) und liegt in der Provinz Tarragona und der Comarca Baix Camp.

## Lage
Vinebre liegt etwa 58 Kilometer westnordwestlich von Tarragona in einer Höhe von ca. 35 m am Ebro, der die Gemeinde im Süden begrenzt. 

## Bevölkerungsentwicklung
| Jahr      | 1970 | 1981 | 1991 | 2001 | 2011 | 2021 |
| Einwohner | 553  | 650  | 451  | 457  | 460  | 427  |

## Sehenswürdigkeiten

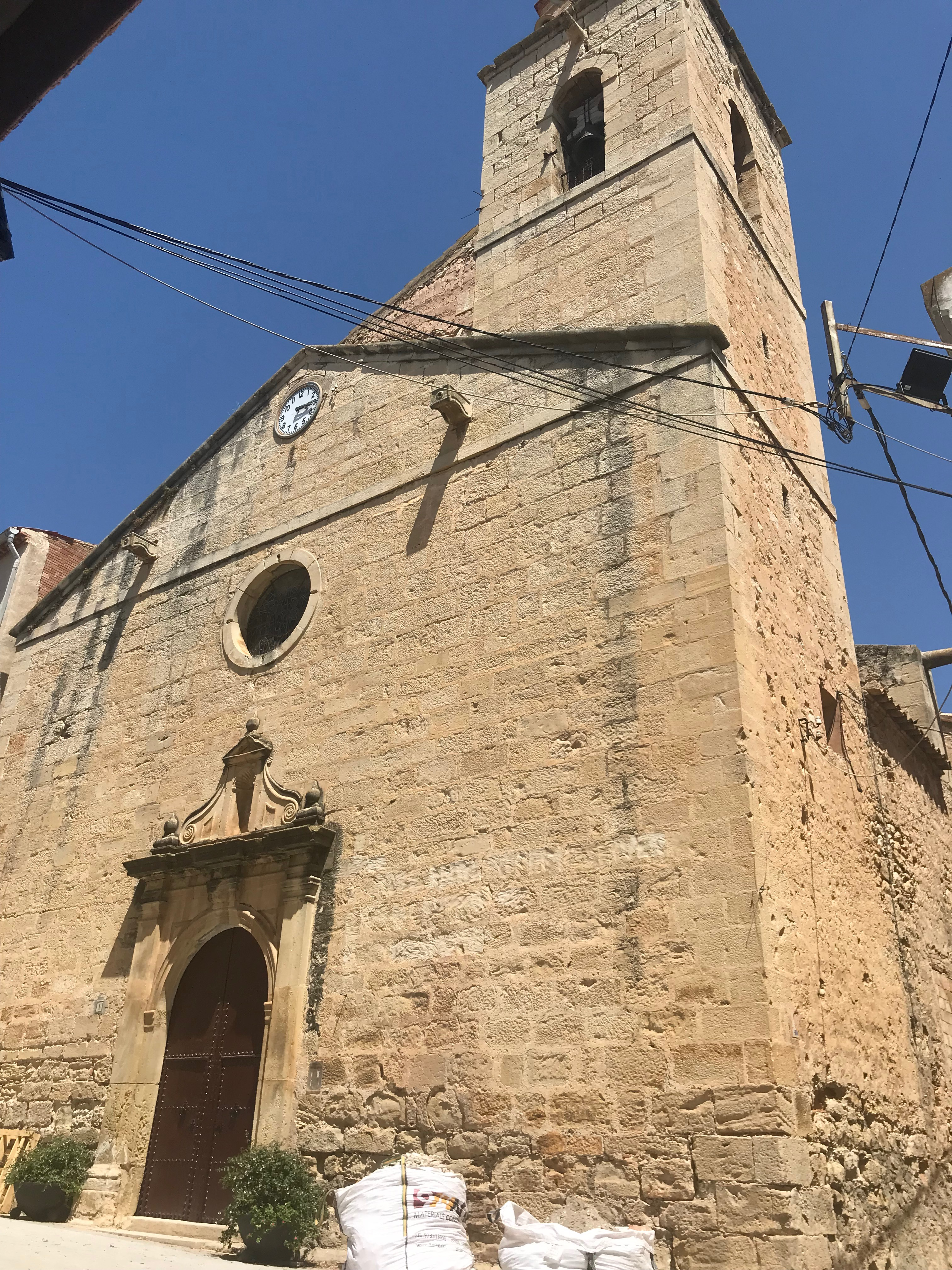
Johannes-der-Täufer-Kirche
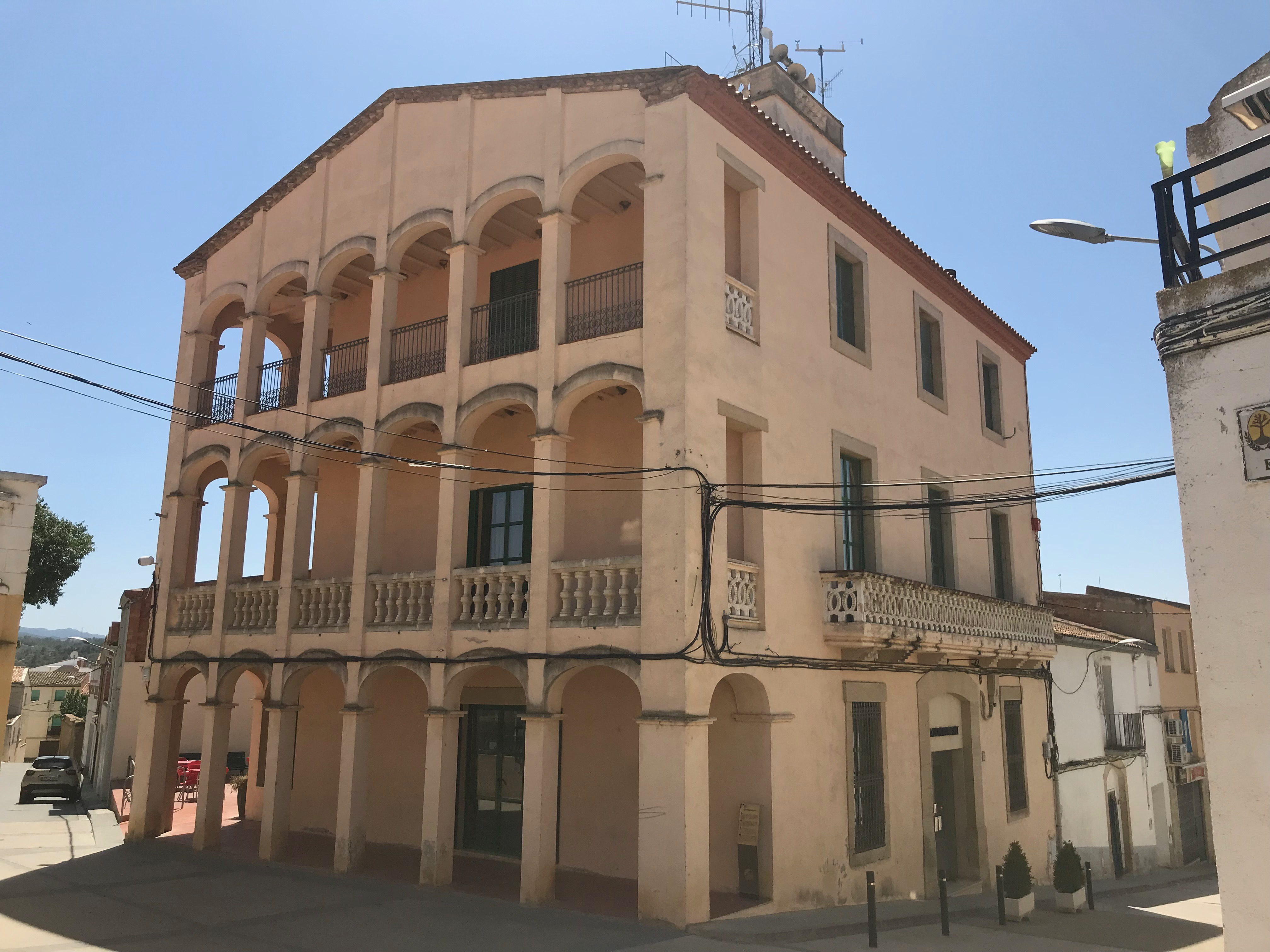
Michaeliskapelle
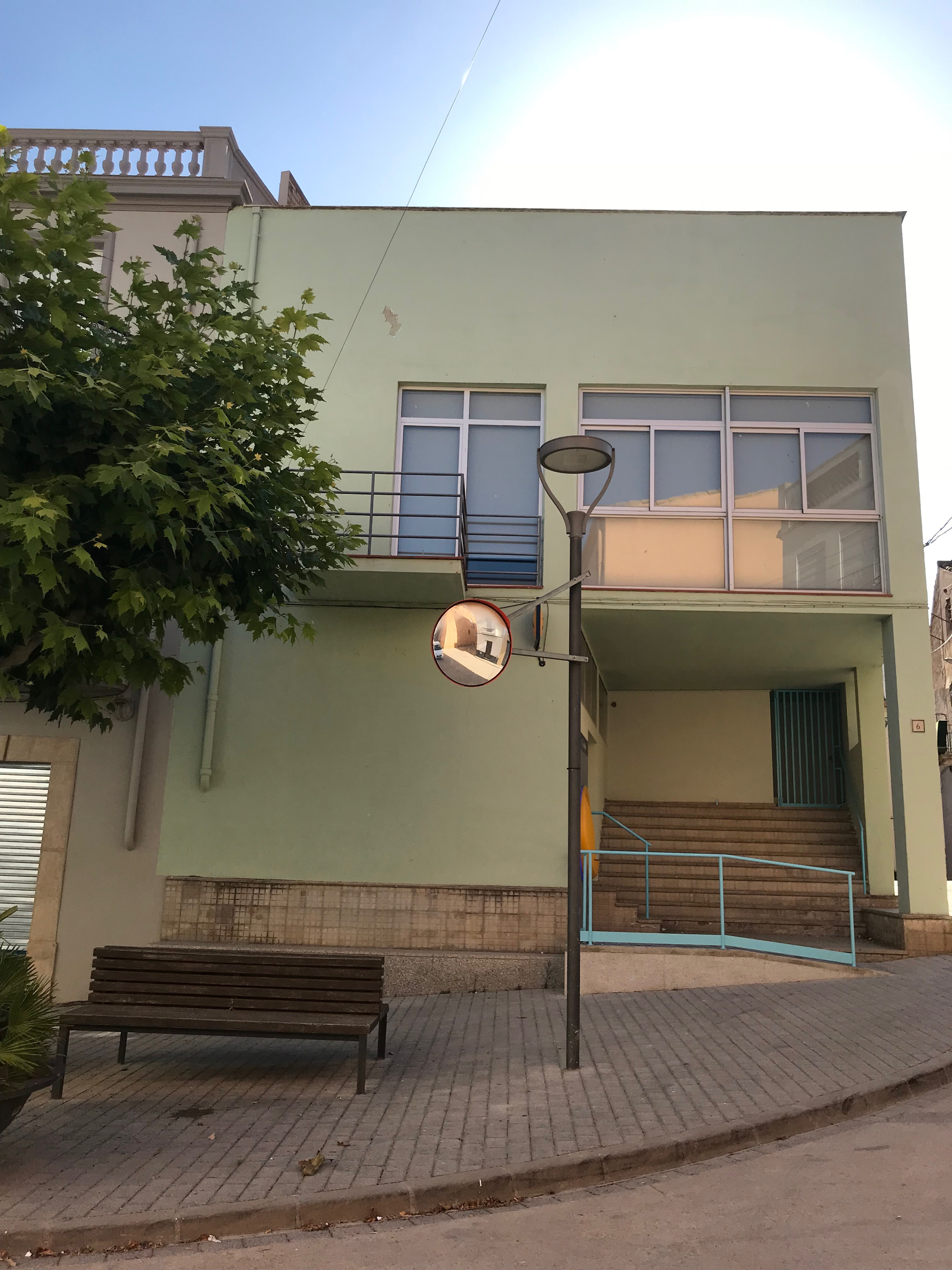
altes Rathaus

- Johannes-der-Täufer-Kirche
- Altes Rathaus
- Neues Rathaus

## Persönlichkeiten
- Enrique de Ossó y Cervelló (1840–1896), Ordensgründer, Heiliger der römisch-katholischen Kirche